# Castello di Dubno
Il castello di Dubno (in ucraino Дубенський замок?, Dubens'kyj zamok; in polacco Zamek w Dubnie) fu fondato nel 1492 dal principe Konstanty Ostrogski su un promontorio che domina il fiume Ikva non lontano dall'antico forte ruteno di Dubno, nella regione storica Volinia dell'Ucraina.
Il castello di Ostrogski fu ricostruito in pietra all'inizio del XVI secolo sotto il dominio lituano quando la città faceva parte del Granducato di Lituania. Aveva una chiesa, un palazzo a due piani e una schiera di 73 cannoni. Era lì che era custodito il tesoro della famiglia Ostrogski. Questi favolosi tesori portarono al castello i predatori tartari di Crimea in diverse occasioni (almeno due nel solo 1577).
Il principe Janusz Ostrogski, l'ultimo della sua famiglia, intraprese importanti lavori di ristrutturazione del castello all'inizio del XVII secolo. Si avvalse della trace itallienne, o "stile italiano" della fortificazione alla moderna, per trasformare Dubno nel forte più avanzato della regione. Il palazzo del principe Janusz si trova ancora a Dubno.

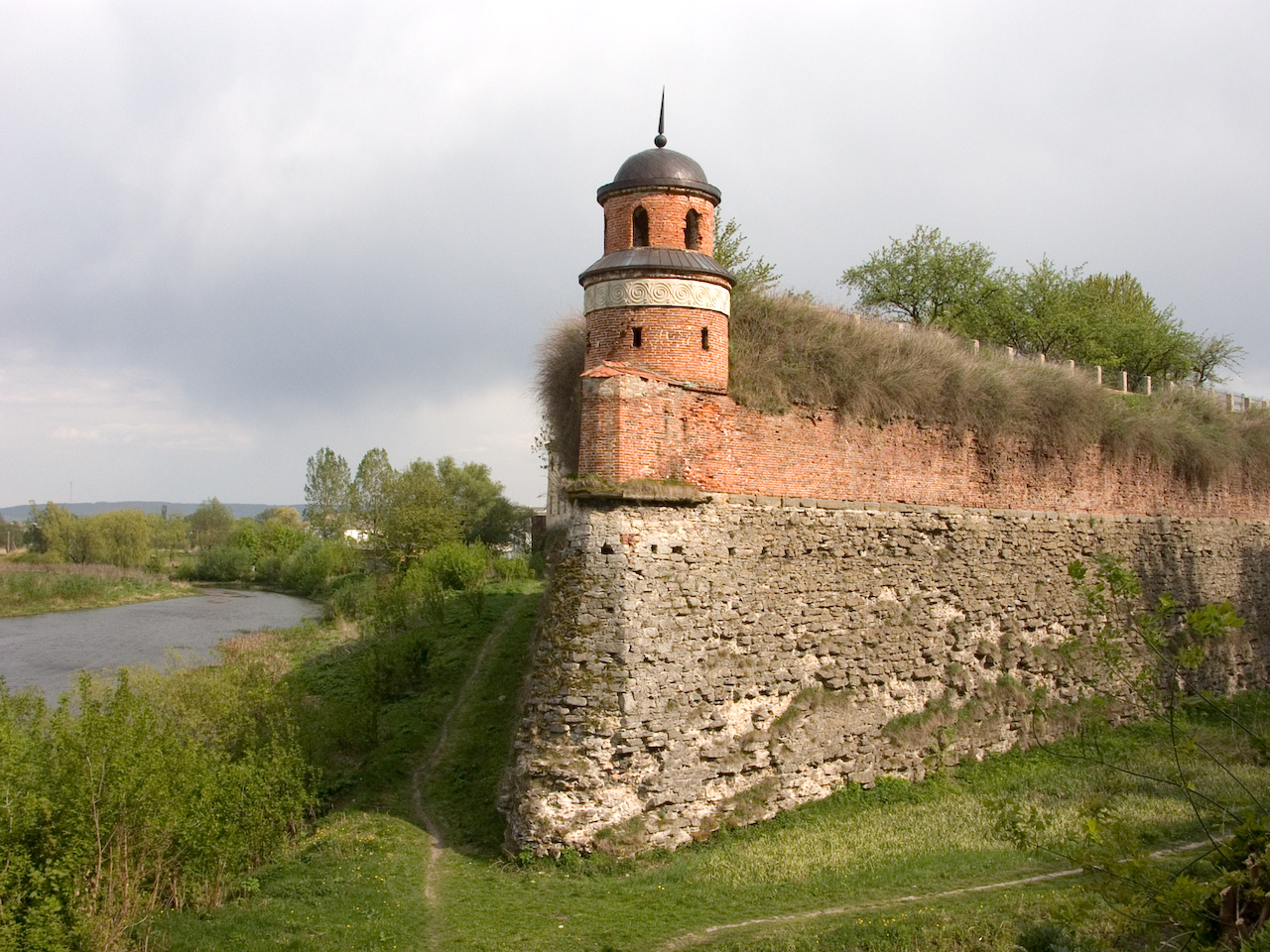
Il cavaliere della fortificazione

Durante la rivolta di Khmelnytsky, le vicinanze del castello di Dubno furono teatro di pesanti combattimenti tra polacchi e cosacchi, alcuni dei quali descritti da Nikolaj Gogol' nel romanzo Taras Bul'ba (1835). Il castello passò al principe polacco Władysław Dominik Zasławski come parte dell'eredità di Ostroh e sopravvisse a un assedio russo nel 1660.
Nel XVIII secolo Dubno perse gran parte della sua rilevanza militare. Alcune delle fortificazioni lasciarono il posto a un semplice palazzo rettangolare a due piani, commissionato negli anni '80 del Settecento dal principe Stanisław Lubomirski agli architetti Henryk Ittar e Domenico Merlini. Gli interni come l'arredamento del palazzo non sopravvissero alla prima guerra mondiale.
Dopo che i Lubomirski vendettero la loro residenza di Dubno alla principessa Boryatinsky nel 1871, il castello fu sottoposto a una nuova campagna di ristrutturazione. Ha tenuto una notevole guarnigione militare del Corpo di difesa della frontiera polacco. Il vecchio barbacane fu trasformato negli anni '20 in una prigione dove circa 550 prigionieri politici furono giustiziati dall'NKVD nel 1941.
Attualmente la maggior parte del castello è in buone condizioni e il suo restauro è in corso. Il castello ha all'interno un museo e vengono organizzate varie mostre.